# Иваново-Соболево
Иваново-Соболево — деревня в Александровском районе Владимирской области. Входит в состав муниципального образования Андреевское сельское поселение.

## География
Деревня расположена на расстоянии около 5 км на восток от города Александрова — районного административного центра, и на расстоянии около 1,5 км на восток от ближайшего села Елькино, по автодороге Александров — Владимир.

## История
Церковь Димитрия Селунского в Ивановском в первый раз занесена в патриаршие окладные книги в 1654 году. В 1708 году при этой церкви в приходе числилось 105 дворов. В 1766 году церковь в Соболеве сгорела и вместо неё приобретена была новая из села Ильинского Радонежского уезда, которая и была освящена в тоже наименование. В 1827 году на средства прихожан вместо деревянной церкви в Соболеве построен каменный храм с колокольней. Престолов в нем было два: в холодной во имя святого великомученика Димитрия Селунского, в трапезе теплой во имя святого пророка Илии. Приход состоял из села Ивановского-Соболева и деревень: Горбунихи, Гриденки, Легкова, Недюревки. В селе Соболеве имелась школа грамоты, учащихся в 1892-93 году было 16. Храм был уничтожен в советское время, но до сих пор можно видеть остатки камней и кирпичей храма.
В XIX и первой четверти XX века село входило в состав Андреевской волости Александровского уезда. В 1905 году в селе числилось 24 двора.
С 1929 года деревня являлась центром Ивано-Соболевского сельсовета Александровского района, позднее входило в состав Елькинского сельсовета.
Решением Владимирского облисполкома № 1086 от 22.09.1965 деревня Горбуниха Ивано-Соболевского с/с была объединена с с. Ивано-Соболево..

## Население
| 1859 | 1905 | 1926 | 2002 | 2010 | 2021 |
| ---- | ---- | ---- | ---- | ---- | ---- |
| 155  | ↗184 | ↘141 | ↘12  | ↗40  | ↗117 |

## Инфраструктура
Деревня состоит в основном из дачных построек жителей Москвы и домов местных жителей.
В поселке находится действующее сельское кладбище (XIX-й век), на территории которого до середине XX-го века находился храм Димитрия Солунского в Ивано-Соболеве.
В деревне имеется большое овощехранилище постройки середины XX века.

## Транспорт
Остановка общественного транспорта «Иваново-Соболево». 

## Ссылка
- Интернет-энциклопедия «Виртуальный город Владимир».